# Guillaume Maillard
Guillaume Maillard (* 11. Oktober 1998 in Lausanne) ist ein Schweizer Eishockeyspieler, der seit August 2025 beim HC Sierre aus der Swiss League unter Vertrag steht und dort auf der Position des Centers bzw. rechten Flügelstürmers spielt. Zuvor absolvierte Maillard unter anderem über 250 Spiele für den Genève-Servette HC, Lausanne HC und EHC Biel in der National League.

## Karriere
Maillard spielte im Nachwuchs des HC Yverdon-les-Bains, Lausanne HC und von Fribourg-Gottéron, ehe er im Sommer 2016 in den Nachwuchs des Genève-Servette HC wechselte. Dort schaffte er den Sprung zum Juniorennationalspieler. Zu Einsätzen in der Genfer Jugend und für den GSHC in der National League A (NLA) kamen im Verlauf der Saison 2016/17 dank einer Leihvereinbarung auch zwei Spiele für den HC Ajoie in der National League B (NLB).
Im August 2020 wurde er zusammen mit Floran Douay im Rahmen eines Spielertauschs von Genf an den Lausanne HC abgegeben. Dort war er bis zum Saisonende 2022/23 tätig, ehe der auslaufende Vertrag nicht verlängert wurde. In der Folge entschied er sich zu einer Rückkehr zum Genève-Servette HC. Bei den Genfern unterzeichnete Maillard einen Zweijahresvertrag und gewann mit dem Team im Jahr 2024 die Champions Hockey League. Zur Spielzeit 2025/26 wechselte der Stürmer zum HC Sierre in die Swiss League. Für Sierre war er zwischen 2018 und 2025 bereits über 50-mal als Leihspieler aufgelaufen.

### International
Für die Schweiz nahm Maillard an der U20-Weltmeisterschaft 2018 teil. In der Herren-Auswahl spielte er erstmals in der Saison 2019/20.

## Erfolge und Auszeichnungen
- 2018 Schweizer U20-Juniorenmeister mit dem Genève-Servette HC
- 2018 Bester Torschütze der Elite-Junioren-Playoffs
- 2024 Champions-Hockey-League-Gewinn mit dem Genève-Servette HC

## Karrierestatistik
Stand: Ende der Saison 2024/25

### International
Vertrat die Schweiz bei:
- U20-Junioren-Weltmeisterschaft 2018

(Legende zur Spielerstatistik: Sp oder GP = absolvierte Spiele; T oder G = erzielte Tore; V oder A = erzielte Assists; Pkt oder Pts = erzielte Scorerpunkte; SM oder PIM = erhaltene Strafminuten; +/− = Plus/Minus-Bilanz; PP = erzielte Überzahltore; SH = erzielte Unterzahltore; GW = erzielte Siegtore; 1 Play-downs/Relegation; Kursiv: Statistik nicht vollständig)